# 无丝菌科
无丝菌科（学名：Liceaceae）是筛菌目下的一个科。

## 下属分类
本科包括以下属：
- Kelleromyxa U.H.Eliasson, 1991
- 无丝菌属 Licea
- Phelonites Fresenius, 1861